# Fuldaer Kickers
Fuldaer Kickers is een Duitse voetbalclub uit Fulda in de deelstaat Hessen.

## Geschiedenis
De club werd opgericht in 1903 als voetbalafdeling van de Fuldaer Turnerschaft 1848 en speelde eerst onder de naam FV Fuldaer Kickers. De club was aangesloten bij de West-Duitse voetbalbond en speelde enkele seizoenen in de hoogste klasse van de Hessische competitie.
Intussen is de club weggezakt naar de laagste reeksen.